# الناحية المركزية (مقاطعة قشم)
الناحية المركزية (بالفارسية: بخش مرکزی شهرستان قشم) هي قسم، في إيران، تقع في مقاطعة قشم، بلغ عدد سكانها 104,955  نسمة وذلك حسب إحصائيات سنة 2016، رمزها البريدي هو 872.